# Galliano (band)
Galliano is een Londense acid-jazz-groep, die begon in 1988. De oorspronkelijke leden waren Rob Gallagher (zang), Constatine Weir (zang), en Crispin Robinson (percussie). Andere leden zijn zangeres Valerie Etienne, die betrokken was bij alle opgenomen cd's, toetsenist Mick Talbot (The Style Council), en basgitarist Ernie McKone.
Galliano bereikte zijn hoogtepunt in 1992 met "The Plot Thickens", een belangrijke plaat die extreme harmonieën en jazzritmes samenbracht met urban soul. De plaat bevat nummers zoals "Twyford Down", met zijn vele tempowijzigingen, "Travels the road" en "Long time gone".

## Discografie
- In pursuit of the 13th note - 1991 - Talkin' Loud
- A joyful noise unto the Creator - 1992 - Talkin' Loud
- What Colour Our Flag - 1994 - Talkin' Loud
- The Plot Thickens - 1994 - Talkin' Loud
- Thicker Plot (remixes 93-94) - Talkin' Loud
- 4 (Four) - 1996 - Mercury Records
- Live at Liquid Rooms (Tokyo) - 1997 - Talkin' Loud(Mercury Records)